# De L’Église (Metro Montreal)

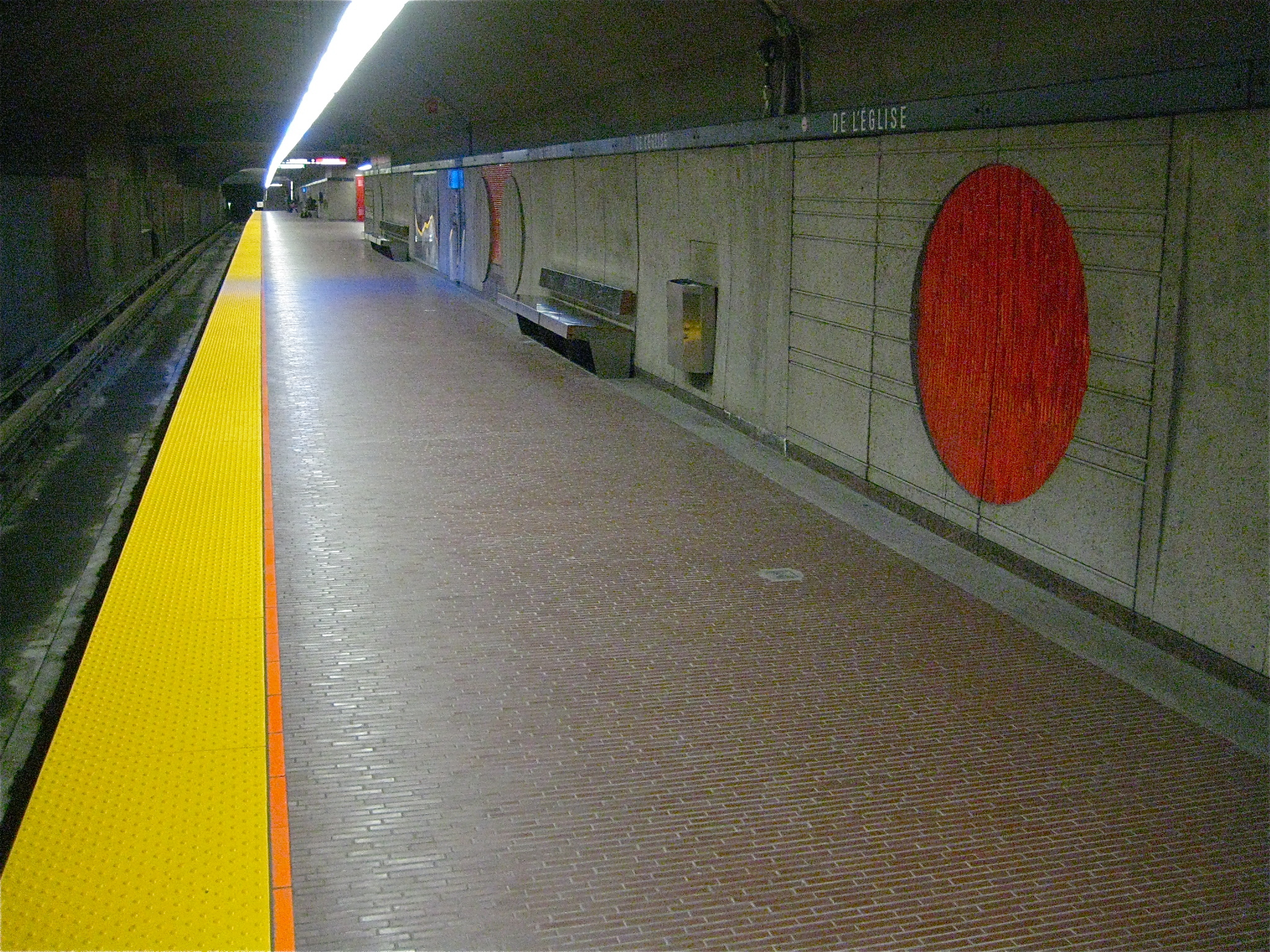
Einer der beiden Bahnsteige

De L’Église ist eine U-Bahn-Station in Montreal. Sie befindet sich im Arrondissement Verdun (Montreal) an der Kreuzung von Rue de l'Église und Rue Wellington. Hier verkehren Züge der grünen Linie 1. Im Jahr 2019 nutzten 3.199.191 Fahrgäste die Station, was dem 38. Rang unter den insgesamt 68 Stationen der Metro Montreal entspricht.

## Bauwerk

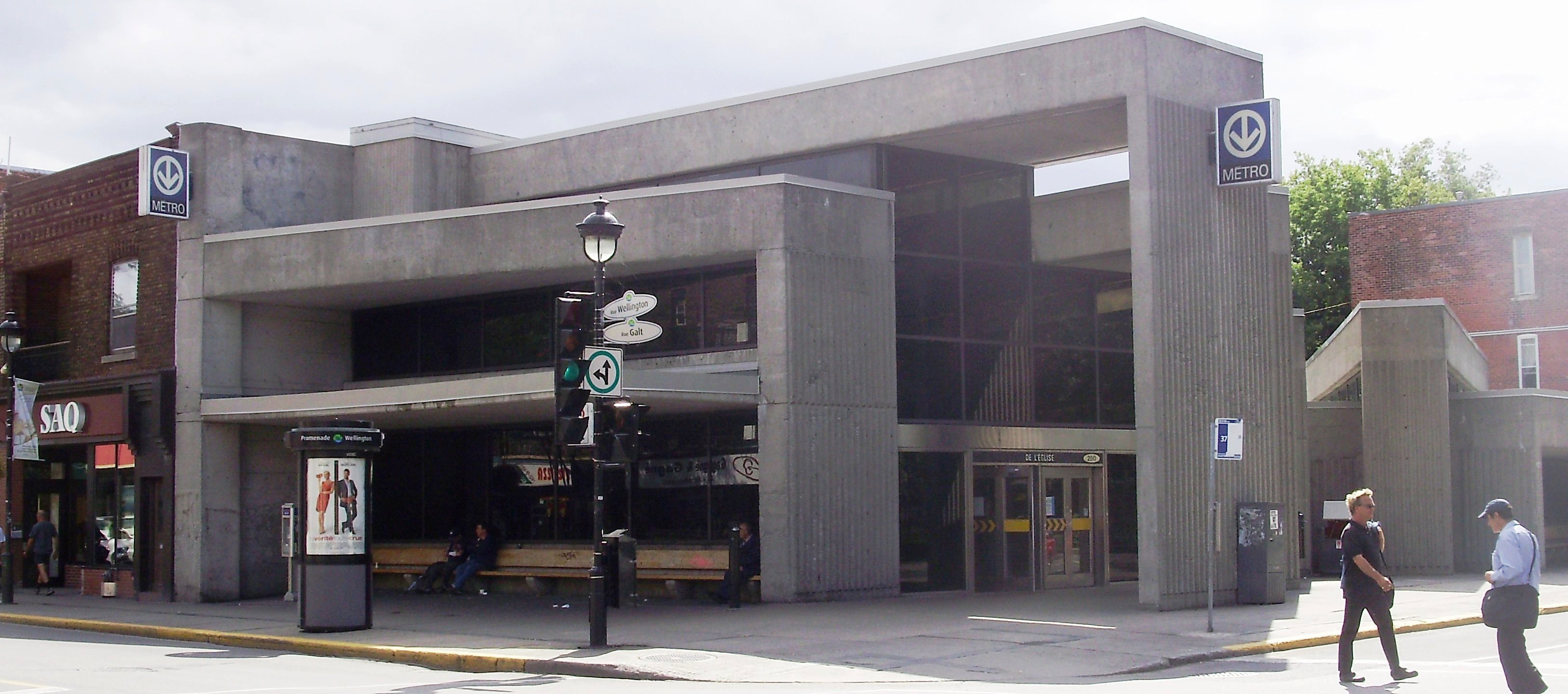
Eingangspavillon

Die vom Architekturbüro Lemay et Leduc entworfene Station entstand als Tunnelbahnhof. Aufgrund von Problemen in der Bauphase (siehe Kapitel Geschichte) mussten die Bahnsteige über- statt nebeneinander errichtet werden und die Treppen fielen schmaler aus als sonst üblich. Dadurch entsteht der allgemeine Eindruck der Beengtheit. Die Wände sind mit glasierten Keramikfliesen verkleidet, die in Streifen- und Kreismustern angeordnet sind. Es gibt zwei Eingangspavillons aus Beton, die mit ihren abgeschrägten Winkeln und den Obergaden postmoderne Züge aufweisen.
Der Seitenbahnsteig der südwärts fahrenden Züge befindet sich in 25,6 Metern Tiefe, jener der stadteinwärts fahrenden Züge in 19,8 Metern Tiefe. Die Entfernungen zu den benachbarten Stationen, jeweils von Stationsende zu Stationsanfang gemessen, betragen 563,86 Meter bis Verdun und 812,30 Meter bis LaSalle. Es bestehen Anschlüsse zu vier Buslinien und einer Nachtbuslinie der Société de transport de Montréal.

## Kunst
Betonreliefs von Claude Théberge und Antoine Lamarche zieren die Wände und Decken in den Eingangshallen und Treppenhäusern. Sie besitzen verschiedene streifenförmige Muster in unterschiedlichen Winkeln, wodurch ein rhythmischer Eindruck entsteht.

## Geschichte
Die Eröffnung der Station erfolgte am 3. September 1978, zusammen mit dem Teilstück Atwater–Angrignon der grünen Linie. Namensgeber ist die Avenue de l’Église, benannt nach der Kirche Saint-Paul de Montréal. Der Bau der Station war mit zahlreichen Schwierigkeiten verbunden. Am 20. März 1974 brach bei Sprengarbeiten die Tunneldecke ein, als der instabile Fels nachgab. Etwas später stürzte auch ein Teil der darüber liegenden Straße in die Grube. Gaslecks erforderten die vorübergehende Evakuierung der umliegenden Häuser. Nach dem Zwischenfall mussten die Baupläne geändert werden, um den Platzbedarf möglichst gering zu halten. Anstatt die Bahnsteige wie ursprünglich vorgesehen nebeneinander zu platzieren, mussten sie übereinander gelegt werden. Die Eröffnung der Strecke verzögerte sich dadurch um zwei Jahre.